# روان‌گردان
داروهای روان‌نما، روان گشا، روان‌گردان (به انگلیسی: Psychedelic drugs) به دسته‌ای از ترکیبات شیمیایی گفته می‌شود که موجب تأثیر بر مغز و سلسله اعصاب می‌شوند، و از این رو به این علت که آگاهی و روان فرد را تغییر می‌دهند، در دستهٔ سایکواکتیوِ توهم‌زا جای می‌گیرند.
این ترکیبات که با اثر آگونیستی روی گیرنده‌های سروتونین تأثیر خود را نمایان می‌کنند، دسته‌ای از داروهای توهم‌زا هستند که به صورت تخصصی توهم‌زای سروتونرژیکی نامیده می‌شوند. اثر اصلی آن‌ها تغییر دادن شناخت و ادراک فرد است.
ال اس دی، مسکالین، دی‌متیل‌تریپتامین، قارچ سیلوسایبین از معروف‌ترین ترکیبات روانگردان محسوب می‌شوند.
بسیاری از روان‌گردان‌ها در سرتاسر دنیا غیرقانونی محسوب می‌شوند، اما با این حال مصرف درمانی و تفننی این مواد در مناطق مختلف دنیا رایج است.

## نمونه‌گان
- توهم‌زاهای تریپتامین مانند: دی‌ام‌تی (موجود در آیاهواسکا)، سیلوسایبین، سیلوسین، ایبوگین، ۵-مئو دی‌ام‌تی.
- توهم‌زاهای لایزرژآمیدها مانند: ال‌اس‌دی، ۱پی-ال‌اس‌دی.
- فنتیل‌آمینها همچو: اکستازی، مسکالین، برومو-دراگون‌فلای.
- سری 2C مانند: ۲سی-بی، ۲سی-سی، ۲سی-دی، ۲سی-ئی، ۲سی-جی، ۲سی-اچ، ۲-سی-آی، ۲سی-ان، ۲سی-او، ۲سی-پی، ۲سی-تی-۲، ۲سی-تی-۷، ۲سی-تی-۱۳، ۲سی-تی-۱۵، ۲سی-ت-۱۷، ۲سی-تی-۲۱، ۲سی-بی فلای، ۲سی‌بی فلای-ان‌بی‌اوام‌ای، ۲سی-اس‌ایی، بی‌اودی (روانگردان)، بی‌اوبی (روانگردان) BOB.
- سری DOx هم‌چو: دی‌اوبی (روانگردان) DOB، دی‌اوسی (روانگردان) DOC، دی‌اوآی (روانگردان) DOI، دی‌اوام (روانگردان) DOM، دی‌اوان (روانگردان) DON.
- سری ۲۵-ان‌بی: ۲۵آی-ان‌بام

## مثال‌ها

از بالا به پایین: قرص‌های حاوی 2C-B، 4-HO-MET در ژلاتین، و نوار LSD

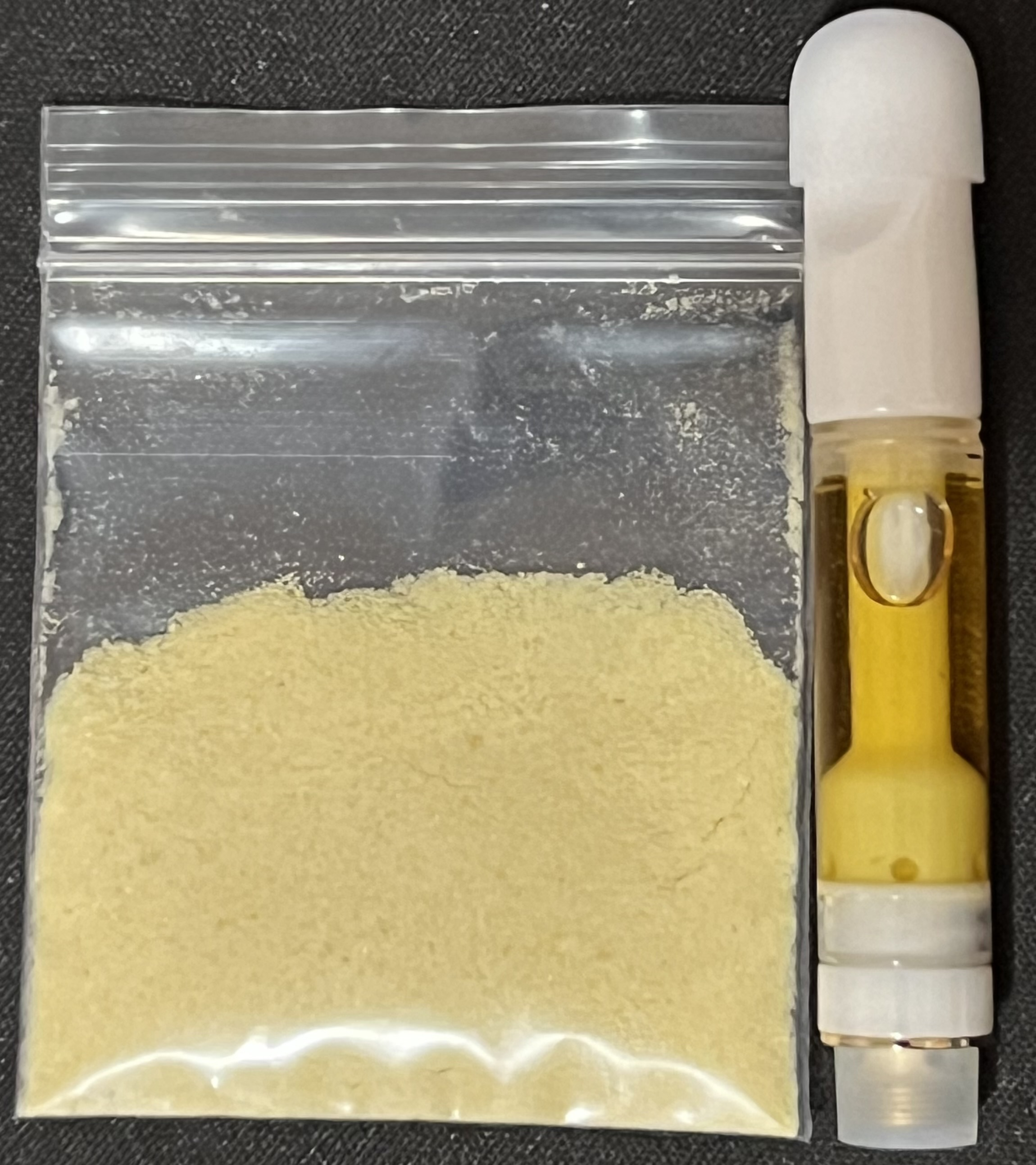
پایه آزاد N,N-DMT استخراج شده از پوست ریشه Mimosa hostilis (چپ)؛ کارتریج ویپ ساخته شده از استخراج پایه آزاد N,N-DMT (راست)

- 2C-B (2,5-دیمتوکسی-4-بروموفنیل‌اتیل‌آمین) یک فنیل‌اتیل‌آمین جایگزین‌شده است که اولین بار در سال 1974 توسط الکساندر شولین سنتز شد.[۵][کدام صفحه؟] 2C-B هم به عنوان یک داروی روانگردان و هم به عنوان یک احساس‌برانگیز ملایم شناخته می‌شود که اثرات روانگردان آن با افزایش دوز بیشتر می‌شود و اثرات احساس‌برانگیز آن کاهش می‌یابد. 2C-B شناخته‌شده‌ترین ترکیب در خانواده 2C است که ساختار کلی آن به دلیل تغییر ساختار مسکالین کشف شد.[۵][کدام صفحه؟]
- DMT (N,N-دی‌متیل‌تریپتامین) یک آلکالوئید ایندول است که در گونه‌های مختلفی از گیاهان یافت می‌شود. به طور سنتی، توسط قبایل در آمریکای جنوبی در قالب آیاهوآسکا مصرف می‌شود. آیاهوآسکا شامل دمنوشی است که از گیاهان حاوی DMT و همچنین گیاهانی با MAOIs، به ویژه هارمالین، استفاده می‌شود که به DMT اجازه می‌دهد به صورت خوراکی مصرف شود بدون اینکه توسط آنزیم‌های مونوآمین اکسیداز در دستگاه گوارش غیرفعال شود.[۶] در جهان غرب، DMT بیشتر از طریق تبخیر پایه آزاد DMT مصرف می‌شود. در حالی که آیاهوآسکا معمولاً چندین ساعت طول می‌کشد، استنشاق آن با شروع اثرات در چند ثانیه و طول مدت اثرات در دقایق اندازه‌گیری می‌شود و به طور قابل توجهی شدیدتر است.[۷] به ویژه در فرم تبخیر شده، DMT قادر است کاربران را به یک قلمرو توهمی کاملاً جدا از واقعیت ببرد که معمولاً با هندسه هایپرولیک توصیف می‌شود و به گفته کاربران، توصیف بصری یا کلامی آن غیرممکن است.[۸] کاربران همچنین گزارش کرده‌اند که در این حالت توهمی با موجودات مختلفی ملاقات کرده و با آن‌ها ارتباط برقرار کرده‌اند.[۹] DMT الگوی اصلی تریپتامین‌های جایگزین‌شده است و ساختار پایه‌ای سیلوسیبین و به میزان کمتری لیسرگامیدها است.
- LSD (لیسرژیک اسید دی‌اتیل‌آمید) مشتق از اسید لیسرژیک است که از هیدرولیز ارگوتامین به دست می‌آید. ارگوتامین یک آلکالوئید است که در قارچ Claviceps purpurea، که به طور عمده در چاودار رخنه می‌کند، یافت می‌شود. LSD هم به عنوان روانگردان پروتوتیپ و هم به عنوان لیسرگامید پروتوتیپ شناخته می‌شود. به عنوان یک لیسرگامید، LSD شامل هر دو گروه تریپتامین و فنیل‌اتیل‌آمین در ساختار خود است. به همین دلیل، LSD تحریک‌کننده گیرنده‌های دوپامین و همچنین گیرنده‌های سروتونین است،[۱۰] که این موضوع باعث می‌شود اثرات آن انرژی‌بخش‌تر باشد در مقایسه با اثرات آرام‌بخش سیلوسین که تحریک‌کننده دوپامین نیست.<ref>{{Cite journal|last1=Passie|first1=Torsten